# (38779) 2000 RH22
2000 RH22 (asteroide 38779) é um asteroide da cintura principal. Possui uma excentricidade de 0.08909600 e uma inclinação de 4.29059º.
Este asteroide foi descoberto no dia 1 de setembro de 2000 por LINEAR em Socorro.